# 降魔的
《降魔的》（英語：The Exorcist's Meter），香港電視廣播有限公司拍攝製作的時裝奇幻、喜劇電視劇，由馬國明及黃智雯領銜主演，並由胡鴻鈞、劉佩玥、黃子恆、蔣志光、謝雪心、韋家雄、趙永洪、劉江、金剛、阮小儀、林凱恩、譚嘉儀、何遠東及曾偉權聯合演出，編審羅佩清，監製方駿釗。
「降魔的」意指會「降魔」之「的士」（「的」來自taxi粵語音譯「的士」），此劇描寫一名天賦異稟及有降魔能力之的士司機（馬國明飾）走上降魔之路，會有靈異場面，還會有不同的感人故事。另外，《降魔的》是TVB首部經「重重有賞」計劃而衍生出的電視劇，該計劃是由無綫的員工自發性提供原創故事橋段，並獲接納及開拍成劇集。2018年4月，降魔的番外篇作為「降魔雙週」的活動而在翡翠台播放。
此劇為《降魔的系列》的第一輯，亦是無綫電視2017無綫節目巡禮14部劇集之一及50週年4部台慶劇之一。其網劇《降魔的番外篇 - 首部曲》將會於 Big Big Channel首播，並會配合《降魔的》而播映，全劇12集，每集約8分鐘，2017年3月開拍，並於同年的12月1日開始播放，製作費最少100萬。
《降魔的》亦成為《Google 2017年度搜尋排行榜》香港熱爆關鍵字組別的第一位，是首部亦是至今唯一一部於Google搜尋「登頂」的港劇。
此劇為2017無綫節目巡禮14部劇集之一。

## 演員表

### 梁家
| 演員           | 角色   | 暱稱／人物關係／經歷 |
| 賴慰玲（青年） | 梁晶晶 | 阿姐（莫有為專稱）、晶晶、晶姐 1962年7月17日出生 「金蘭按摩」按摩師 患有高血壓 與馬季居於深水埗，其居住的單位在莫有為所住的單位樓下 莫偉豪之生母，因喪子之痛而與其父離婚，在莫偉豪去世後一直十分想念其 馬季之養母，在莫偉豪去世後因掛念偉豪而收養其 莫有為的同鄉兼無血緣關係之姐 鍾淑嫻及花姑的同事兼好友 石敢當無血緣關係之母 極度迷信，曾將莫偉豪不幸遇難及馬季意外頻生歸咎於自己命中剋子，因此對馬季表面冷淡不和，實質非常疼錫及關心馬季 於第11集在得知馬季再度遇上車禍後歸咎於自己命中剋子，並離家出走，之後石敢當以莫偉豪的身份在其面前現身 於第18集被Salvia控制的鍾淑嫻及花姑襲擊，並以其性命威脅莫有為說出石敢當的行蹤，之後受傷暈倒入院 於第19集康復出院 於第20集告知石敢當自己已知道對方不是莫偉豪，並指出雖然二人的關係是假的，但他們之間的感情卻是真實的 於第21集與馬季為莫有為慶祝生忌後與莫有為道別 名字諧音：亮晶晶 |
| 謝雪心         | 梁晶晶 | 阿姐（莫有為專稱）、晶晶、晶姐 1962年7月17日出生 「金蘭按摩」按摩師 患有高血壓 與馬季居於深水埗，其居住的單位在莫有為所住的單位樓下 莫偉豪之生母，因喪子之痛而與其父離婚，在莫偉豪去世後一直十分想念其 馬季之養母，在莫偉豪去世後因掛念偉豪而收養其 莫有為的同鄉兼無血緣關係之姐 鍾淑嫻及花姑的同事兼好友 石敢當無血緣關係之母 極度迷信，曾將莫偉豪不幸遇難及馬季意外頻生歸咎於自己命中剋子，因此對馬季表面冷淡不和，實質非常疼錫及關心馬季 於第11集在得知馬季再度遇上車禍後歸咎於自己命中剋子，並離家出走，之後石敢當以莫偉豪的身份在其面前現身 於第18集被Salvia控制的鍾淑嫻及花姑襲擊，並以其性命威脅莫有為說出石敢當的行蹤，之後受傷暈倒入院 於第19集康復出院 於第20集告知石敢當自己已知道對方不是莫偉豪，並指出雖然二人的關係是假的，但他們之間的感情卻是真實的 於第21集與馬季為莫有為慶祝生忌後與莫有為道別 名字諧音：亮晶晶 |
| 楊凱博（童年） | 馬 季  | 小馬、佬、高高（莉莉專稱）、的士哥哥（Salvia專稱） 1981年出生 的士司機／陰陽眼人／降魔人 與梁晶晶居於深水埗，其居住的單位在莫有爲所住的單位樓下 多年來曾遇上不同意外，但都大難不死 馬家烈、季莉芙之子，其父母在火災中去世之後便入住孤兒院 梁晶晶之養子，在莫偉豪去世後被其收養 莫偉豪之兒時好友兼無血緣關係之兄，在八歲時遇溺被其救起但間接導致他溺斃，因而對其感到愧疚 莫有為之養外甥兼行家 陸嘉一、龍茂之同行兼好友 暗戀莊芷若，兩年來在對方每晚下班後均載其回家，後與其成為好友，與其有感情線 石敢當的好朋友，在其幫助下開啟天眼，後與其一起降魔伏妖，因與其產生心的連結而在不知不覺間吸收其靈力，令自身靈力越來越強 貝貝娜之好友兼暗戀對象 莉莉、陳永廉之朋友 與郭展明不和，並被其針對，後為其情敵兼死敵 Salvia之死敵，於第19集與其糾纏間意外吸收其能量 被張佩玲敵視 於第1集在山邊小解時意外喚醒沉睡了300多年的石敢當，因此被對方視為報恩對象 於第2集結尾石敢當在其面前正式現身 於第3集石敢當表示要向其報恩，並會為其實現一個願望，之後於第4集發現自己最大的願望為再次見到莫偉豪 於第3集得知莊芷若的未婚夫已去世 於第5集被石敢當看出自己暗戀莊芷若，並指出二人交淺言深及心意相通，能夠在茫茫人海中遇見對方是十分難得 於第6集在石敢當的幫助下暫時開啟天眼，以尋找莫偉豪之亡靈，後發現其天眼無法關閉，因而被石敢當認為其體質異常 於第6集結尾發現莉莉，並一度誤會其是女妖，在得知其身世後與石敢當幫助其回到貝貝娜身邊 於第9集得知莊芷若遺失了Liam留給她的相機，後買了一部相同型號及顏色的相機，謊稱自己找到其遺失的相機，希望能安慰其 於第10集險被附魔的郭展明駕駛貨車撞倒，幸被石敢當所救，後險被郭展明殺死時用沾血的硬幣擊退其，從而發現自己的血能傷害妖魔鬼怪，並將自己的血抹在硬幣上來製成「血汗錢」以對付妖魔及隨身攜帶 於第14集發現莊芷若因遇上車禍及重傷昏迷而處於離魂狀態，並向石敢當求助，之後懷疑撞傷莊芷若的司機為郭展明 於第15集阻止Naomi奪走莊芷若的身體及使用血汗錢擊退對方，在得知莊芷若之靈魂無法回到身體的原因為失去生存意志後決定離魂到「鬼域」拯救她，並派莉莉保護莊芷若的身體，之後貝貝娜主動提出在其離魂期間看守其身體，在石敢當的幫助下離魂到鬼域拯救被困的莊芷若之靈魂，並開解莊芷若，使她重拾生存意志，後因莊芷若未能想起二人在鬼域的經歷而一度感到失落 於第15集在離魂期間險被郭展明殺害，幸被貝貝娜及其靈界粉絲阻止 於第17集在收到莊芷若還給自己的相機後決定與對方保持司機與乘客的關係 於第18集在石敢當的指導下學會「言靈之術」，並成功召喚龍荗之亡靈，在龍荗向家人及車隊成員道別後送其去目的地 於第19集被莊芷若問到龍荗及莫有為之死是否與郭展明有關，但因石敢當告誡自己知道越多就越危險而沒將實情告訴莊芷若 於第19集被Salvia假扮莊芷若遭郭展明綁架而被引開，導致錯失救貝貝娜的機會，後對自己害死貝貝娜而感到愧疚 於第19集交代其自製一條有降魔功能的紅水晶頸鍊送給莊芷若，後在郭展明企圖掐死對方時間接救了她 於第20集被莉莉責怪自己害死貝貝娜，並從其口中得知貝貝娜一直暗戀自己 於第21集決定繼承石敢當降魔伏妖的天命 於第21集載莊芷若回家時告知其自己以後未必能載其回家，並將陸嘉一的名片交給其，讓其往後在需要召的士時致電陸嘉一 於第21集被郭展明引到Salvia製造的異空間，與郭展明對決並將其打敗及殺死，之後利用石敢當之宿體（一塊紫色晶石）所製成的子彈將Salvia消滅，在Salvia消失前被對方詛咒自己永遠不會幸福，最後回到現實世界 於第21集與梁晶晶為莫有為慶祝生忌後與莫有為道別，並送其去目的地 於第21集結尾巧遇莊芷若，並得知對方已考取駕駛執照，但因自己被Salvia詛咒而刻意疏遠對方，之後在自己的的士上遇見莫偉豪之亡靈，為《降魔的2.0》留下伏筆。 |
| 馬國明         | 馬 季  | 小馬、佬、高高（莉莉專稱）、的士哥哥（Salvia專稱） 1981年出生 的士司機／陰陽眼人／降魔人 與梁晶晶居於深水埗，其居住的單位在莫有爲所住的單位樓下 多年來曾遇上不同意外，但都大難不死 馬家烈、季莉芙之子，其父母在火災中去世之後便入住孤兒院 梁晶晶之養子，在莫偉豪去世後被其收養 莫偉豪之兒時好友兼無血緣關係之兄，在八歲時遇溺被其救起但間接導致他溺斃，因而對其感到愧疚 莫有為之養外甥兼行家 陸嘉一、龍茂之同行兼好友 暗戀莊芷若，兩年來在對方每晚下班後均載其回家，後與其成為好友，與其有感情線 石敢當的好朋友，在其幫助下開啟天眼，後與其一起降魔伏妖，因與其產生心的連結而在不知不覺間吸收其靈力，令自身靈力越來越強 貝貝娜之好友兼暗戀對象 莉莉、陳永廉之朋友 與郭展明不和，並被其針對，後為其情敵兼死敵 Salvia之死敵，於第19集與其糾纏間意外吸收其能量 被張佩玲敵視 於第1集在山邊小解時意外喚醒沉睡了300多年的石敢當，因此被對方視為報恩對象 於第2集結尾石敢當在其面前正式現身 於第3集石敢當表示要向其報恩，並會為其實現一個願望，之後於第4集發現自己最大的願望為再次見到莫偉豪 於第3集得知莊芷若的未婚夫已去世 於第5集被石敢當看出自己暗戀莊芷若，並指出二人交淺言深及心意相通，能夠在茫茫人海中遇見對方是十分難得 於第6集在石敢當的幫助下暫時開啟天眼，以尋找莫偉豪之亡靈，後發現其天眼無法關閉，因而被石敢當認為其體質異常 於第6集結尾發現莉莉，並一度誤會其是女妖，在得知其身世後與石敢當幫助其回到貝貝娜身邊 於第9集得知莊芷若遺失了Liam留給她的相機，後買了一部相同型號及顏色的相機，謊稱自己找到其遺失的相機，希望能安慰其 於第10集險被附魔的郭展明駕駛貨車撞倒，幸被石敢當所救，後險被郭展明殺死時用沾血的硬幣擊退其，從而發現自己的血能傷害妖魔鬼怪，並將自己的血抹在硬幣上來製成「血汗錢」以對付妖魔及隨身攜帶 於第14集發現莊芷若因遇上車禍及重傷昏迷而處於離魂狀態，並向石敢當求助，之後懷疑撞傷莊芷若的司機為郭展明 於第15集阻止Naomi奪走莊芷若的身體及使用血汗錢擊退對方，在得知莊芷若之靈魂無法回到身體的原因為失去生存意志後決定離魂到「鬼域」拯救她，並派莉莉保護莊芷若的身體，之後貝貝娜主動提出在其離魂期間看守其身體，在石敢當的幫助下離魂到鬼域拯救被困的莊芷若之靈魂，並開解莊芷若，使她重拾生存意志，後因莊芷若未能想起二人在鬼域的經歷而一度感到失落 於第15集在離魂期間險被郭展明殺害，幸被貝貝娜及其靈界粉絲阻止 於第17集在收到莊芷若還給自己的相機後決定與對方保持司機與乘客的關係 於第18集在石敢當的指導下學會「言靈之術」，並成功召喚龍荗之亡靈，在龍荗向家人及車隊成員道別後送其去目的地 於第19集被莊芷若問到龍荗及莫有為之死是否與郭展明有關，但因石敢當告誡自己知道越多就越危險而沒將實情告訴莊芷若 於第19集被Salvia假扮莊芷若遭郭展明綁架而被引開，導致錯失救貝貝娜的機會，後對自己害死貝貝娜而感到愧疚 於第19集交代其自製一條有降魔功能的紅水晶頸鍊送給莊芷若，後在郭展明企圖掐死對方時間接救了她 於第20集被莉莉責怪自己害死貝貝娜，並從其口中得知貝貝娜一直暗戀自己 於第21集決定繼承石敢當降魔伏妖的天命 於第21集載莊芷若回家時告知其自己以後未必能載其回家，並將陸嘉一的名片交給其，讓其往後在需要召的士時致電陸嘉一 於第21集被郭展明引到Salvia製造的異空間，與郭展明對決並將其打敗及殺死，之後利用石敢當之宿體（一塊紫色晶石）所製成的子彈將Salvia消滅，在Salvia消失前被對方詛咒自己永遠不會幸福，最後回到現實世界 於第21集與梁晶晶為莫有為慶祝生忌後與莫有為道別，並送其去目的地 於第21集結尾巧遇莊芷若，並得知對方已考取駕駛執照，但因自己被Salvia詛咒而刻意疏遠對方，之後在自己的的士上遇見莫偉豪之亡靈，為《降魔的2.0》留下伏筆。 |
| 鄭耀軒（童年） | 莫偉豪 | 豪仔 1981年出生，1989年去世 亡靈／水鬼／羅剎 梁晶晶之亡子 莫有為無血緣關係之亡外甥 馬季之已故兒時好友兼無血緣關係之亡弟 性格文靜乖巧及學業成績優異 於八歲時為救遇溺的馬季而溺斃，後被Thalassa欺騙及詛咒為羅剎（參見《降魔的2.0》） 被石敢當借用其成年形象示人 數次被石敢當和馬季用「言靈之術」召喚但不成功 於第21集結尾出現在馬季之的士上 |
| 胡鴻鈞         | 莫偉豪 | 豪仔 1981年出生，1989年去世 亡靈／水鬼／羅剎 梁晶晶之亡子 莫有為無血緣關係之亡外甥 馬季之已故兒時好友兼無血緣關係之亡弟 性格文靜乖巧及學業成績優異 於八歲時為救遇溺的馬季而溺斃，後被Thalassa欺騙及詛咒為羅剎（參見《降魔的2.0》） 被石敢當借用其成年形象示人 數次被石敢當和馬季用「言靈之術」召喚但不成功 於第21集結尾出現在馬季之的士上 |
| 蔣志光         | 莫有為 | 有為、有為兄（石敢當、葉學明、祁仁、艾鐵文專稱） 1962年出生，2017年去世 「德記」的士司機 相信科學，抗拒鬼神之說，但在發現石敢當的存在後改變想法 居於深水埗，其居住的單位在梁晶晶及馬季所住的單位樓上 梁晶晶之同鄉兼無血緣關係之弟 莫偉豪無血緣關係之舅父 馬季之養舅父兼行家 陸嘉一、龍茂之同行兼好友 葉學明、祁仁、艾鐵文之網友 石敢當的朋友，曾被其認為自己多次對其不敬而被施法作弄，一度被嚇至神智不清 於第13集透過艾鐵文發明的儀器看到石敢當並拍下其影像 於第16集石敢當以豪仔身份在其面前現身，在梁晶晶勸導後與石敢當和好 於第17集識破石敢當假扮莫偉豪 於第18集被Salvia控制的彭應材及黃良德襲擊，並被其以梁晶晶的性命威脅其說出石敢當的行蹤，在向Salvia謊稱石敢當身處變壓站後帶對方到變壓站，企圖以強烈電磁波將其消滅，但失敗 於第19集被Salvia加害致全身觸電而死 其亡靈於第20集被困在一個由Salvia創造出來的幻境中（身份為傑出科學家），最後被石敢當從幻境中救出 於第21集與梁晶晶及馬季慶祝其生忌後由馬季送去目的地，最後在馬季的的士上消失 |

### 馬家
| 演員           | 角色   | 暱稱／人物關係／經歷 |
| 金 剛          | 馬家烈 | 力哥、烈哥（因其口音不正，被別人誤以為他名字為「阿力」，而稱呼他為力哥） 1950出生，於1985年逝世 已故麵檔老闆／亡靈 季莉芙之亡夫 馬季之熟客兼亡生父，於其四歲時去世 於32年前葬身於麵檔大火，成為亡靈，但由於其不知道自己已死，因此一直與季莉芙不斷重複過昔日的生活，並經常乘坐馬季駕駛之的士 於第2集登場 於第13集與馬季相認後由其送去目的地，最後在其的士上消失 名字諧音：瑪嘉烈 |
| 阮小儀         | 季莉芙 | 力嫂、烈嫂（由於丈夫被誤會他名字是「阿力」，所以別人也稱呼她為力嫂） 1949年出生，於1985年逝世 已故麵檔老闆娘／亡靈 馬家烈之亡妻 馬季之熟客兼亡生母，於其四歲時去世 於32年前葬身於麵檔大火，成為亡靈，但由於其不知道自己已死，因此一直與馬家烈不斷重複過昔日的生活，並經常乘坐馬季駕駛之的士 於第2集登場 於第13集與馬季相認後由其送去目的地，最後在其的士上消失 名字影射：       |
| 楊凱博（童年） | 馬 季  | 小馬 1981年出生 馬家烈、季莉芙之子，在二人去世後入住兒童之家，在莫偉豪去世後被梁晶晶收養 於第11集在麵檔親眼目睹馬家烈及季莉芙被燒死的經過，並知悉自己是他們的兒子，於第13集與二人相認後送他們去目的地 其名字取自生父母的姓氏 參見梁家 |
| 馬國明         | 馬 季  | 小馬 1981年出生 馬家烈、季莉芙之子，在二人去世後入住兒童之家，在莫偉豪去世後被梁晶晶收養 於第11集在麵檔親眼目睹馬家烈及季莉芙被燒死的經過，並知悉自己是他們的兒子，於第13集與二人相認後送他們去目的地 其名字取自生父母的姓氏 參見梁家 |

### 郭家
| 演員           | 角色   | 暱稱／人物關係／經歷 |
| 趙樂賢（中年） | 郭永城 | 郭伯伯（莊芷若專稱） 1952年出生，2017年去世 郭展明之父 莊芷若之舊鄰居 年輕時任職警察，但嗜賭酗酒，並且經常虐打妻兒，不過晚年已真心悔改 知道其妻及郭展明與魔有關係 20多年前被魔附身的妻子控制其跳樓而全身癱瘓 被郭展明送往老人院 患有末期肝癌 於第4集被郭展明向莊芷若提及和聲稱其已死，於第5集正式登場，於吃飯時意外被魚刺卡喉，導致呼吸困難而被送往愛丁堡醫院，因而重遇莊芷若，後告知對方自己最後的心願是見郭展明一面，並懇求對方帶郭展明來見自己最後一面 於第7集在莊芷若安排下與郭展明見面，得知其並沒有真切反省而企圖用刀片殺死其但失敗，反被其殺害後死不瞑目，最後成為怨靈並留在愛丁堡醫院外 間接令馬季得知郭展明與魔有關 由於其怨念太重，在死後仍不停重覆生前企圖殺死郭展明的動作，因此其怨靈於第10集用刀片割傷貝貝娜 |
| 劉 江          | 郭永城 | 郭伯伯（莊芷若專稱） 1952年出生，2017年去世 郭展明之父 莊芷若之舊鄰居 年輕時任職警察，但嗜賭酗酒，並且經常虐打妻兒，不過晚年已真心悔改 知道其妻及郭展明與魔有關係 20多年前被魔附身的妻子控制其跳樓而全身癱瘓 被郭展明送往老人院 患有末期肝癌 於第4集被郭展明向莊芷若提及和聲稱其已死，於第5集正式登場，於吃飯時意外被魚刺卡喉，導致呼吸困難而被送往愛丁堡醫院，因而重遇莊芷若，後告知對方自己最後的心願是見郭展明一面，並懇求對方帶郭展明來見自己最後一面 於第7集在莊芷若安排下與郭展明見面，得知其並沒有真切反省而企圖用刀片殺死其但失敗，反被其殺害後死不瞑目，最後成為怨靈並留在愛丁堡醫院外 間接令馬季得知郭展明與魔有關 由於其怨念太重，在死後仍不停重覆生前企圖殺死郭展明的動作，因此其怨靈於第10集用刀片割傷貝貝娜 |
| 沈可欣         | 郭太太 | 郭永城之亡妻，曾被其虐打 郭展明之亡母，並被其利用 因種植黑色鼠尾草而被Salvia附身 間接令兩名住在同一大廈同樣被視為壞男人的鄰居跳樓身亡 得知其間接令郭永城跳樓後受不住刺激而跳樓身亡 僅在郭展明及郭永城的回憶中出現 |
| 黃子恆         | 郭展明 | 展明、魔鬼（郭永城專稱） PSU警長 郭永城之子，兒時經常被其虐打，因而非常憎恨其，將其送往老人院後從未探望其 兒時曾故意說謊，引起其母的魔性，導致父母相繼跳樓 於第7集在莊芷若的安排下與郭永城見面，後趁莊芷若離開時殺死郭永城，在莊芷若回來後向其謊稱郭永城自殺 參見惡魔、軍裝巡邏小隊（PSU） |

### 精靈
| 演員   | 角色   | 暱稱／人物關係／經歷 |
| 胡鴻鈞 | 石敢當 | 糞坑石（馬季專稱）、神石（梁晶晶對其寄生的石像專稱）、敢當兄（莫有為專稱）、精靈哥哥（Salvia專稱） 自稱本尊 修煉3000年的石精靈，以降魔伏妖為天命 於300多年前與風獅爺大戰後被其封印於山邊的一顆石頭內的一塊晶石中（參見《降魔的2.0》），於第1集被馬季的尿淋醒，所以想向馬季報恩 馬季之好朋友，並與其降魔伏妖，後發現自身靈力因與其產生心的連結而在不知不覺間被其吸收，希望其繼承自己降魔伏妖的天命 梁晶晶無血緣關係之子 貝貝娜之粉絲兼朋友 莫有為、莉莉之朋友 Salvia、郭展明之死敵 因其靈力夠強，所以能夠在沒有靈力的人面前現身 於馬季在十字路口大喊其名字三聲便會在馬季面前現身 在大量電磁波干擾下其靈力會急速下降，嚴重的話會灰飛煙滅 喜歡焗桑拿和浸浴，藉此回復自身的靈力 因馬季對莫偉豪的思念而借用莫偉豪成年的形象示人，並在梁晶晶（第11集起）和莫有為（第16集起）面前冒認其身份，經相處後被識穿 曾認為莫有為多次對自己不敬而施法作弄其 因得到馬季及其家人長時間的關愛而與他們產生感情，並將其一家視為親人 於第2集結尾正式在馬季面前現身 於第3集向馬季表示自己要向其報恩，並會為其實現一個願望 於第4集馬季把其寄生之石頭帶回家，並被梁晶晶安放於家中神檯上供奉 於第5集看出馬季暗戀莊芷若，並向馬季指出二人交淺言深及心意相通，能夠在茫茫人海中能遇到對方是十分難得 於第6集替馬季暫時開啟天眼，讓其尋找莫偉豪之亡靈，後發現其天眼無法關閉，因而認為其體質異常 於第7集發現莉莉，並一度誤會其是女妖，在得知其身世後與馬季幫助其回到貝貝娜身邊 於第14集馬季在發現莊芷若因遇上車禍而重傷昏迷及處於離魂狀態後向其求助，因莊芷若處於離魂狀態而首次被對方看見其，之後嘗試協助對方還魂，但失敗 於第15集得知莊芷若因想再次見到病逝的未婚夫而失去生存意志，所以其靈魂無法回到身體內 於第15集在貝貝娜提出負責看守馬季的身體後替對方暫時開啟天眼，並被對方首次看見自己，在協助馬季離魂與其前往「鬼域」救出被困的莊芷若，後被貝貝娜視為自己的男閨密 於第16集正式在莫有為面前現身，後與其成為朋友 於第17集被莫有為識穿自己冒認莫偉豪，之後在對方用儀器協助下發現自己的靈力被馬季吸收 於第18集教會馬季「言靈之術」，之後製造夢境讓龍荗之亡靈向其家人道別 於第19集在莊芷若向馬季問到龍荗及莫有為之死是否與郭展明有關時告誡馬季知道越多就越危險，所以馬季沒將實情告訴莊芷若 於第20集與Salvia交手，但不敵其，後被困在一個由對方創造出來的幻境中（身份為莫偉豪、十大傑出青年、遊戲發明家、貝貝娜之未婚夫），最後識破及逃出，並救回莫有為之亡靈及貝貝娜之亡靈 於第20集梁晶晶告知其自己已知道其不是莫偉豪，並指出雖然二人的關係是假的，但他們之間的感情卻是真實的 於第20集結尾將自己僅存的靈力封印在自己所寄生的晶石中，並回歸晶石本體，後於第21集被馬季製成子彈消滅Salvia而消失 雖然形體被消滅，但靈魂仍然透過與馬季心的連結而存在 |
| 譚嘉儀 | 莉 莉  | 豆釘妹(石敢當專稱) 洋娃娃精靈 貝貝娜之兒時玩偶，因貝貝娜童年時一直將其當作真人看待，而擁有靈魂及成為精靈，並寄生於玩偶中 於多年前被貝貝娜意外遺棄在郊野 馬季、石敢當之朋友 因其靈力比石敢當低，所以未能在沒有靈力的人面前現身 於第6集登場 於第7集一度被石敢當及馬季誤會為女妖，但得知其身世後決定協助其，將其帶回貝貝娜身邊 於第8集貝貝娜與其寄生之玩偶相認，並將玩偶帶回家 於第15集貝貝娜得知其是精靈 於第15集在馬季及石敢當到鬼域拯救莊芷若時被馬季派其保護莊芷若的身體，後阻止Naomi奪走莊芷若的身體，最後使用靈力將Naomi封印在豬布偶內 於第15集結尾首次被貝貝娜看見自己 於第20集責怪馬季害死貝貝娜，並說出貝貝娜一直暗戀馬季 在貝貝娜死後教其亡靈運用靈力 |

### 惡魔
| 演員   | 角色   | 暱稱／人物關係／經歷 |
| 黃智雯 | Salvia | 魔、死八婆（在馬季消滅其時道出） 鼠尾草魔 由黑色鼠尾草幻化而成的魔，已修練千年 紅眼魔人的背後力量 郭展明兒時遇見的魔，之後成為他的心魔 原本形態為一團黑煙，但因郭展明內心對莊芷若有強烈思念，於第16集起用上莊芷若的容貌示人 遊魂野鬼對其非常恐懼 能夠控制活人和死人 迷惑一眾囚犯，令他們受郭展明控制而協助其殺人及自殺 馬季、石敢當之死敵 於第16集結尾以莊芷若的容貌在郭展明面前現身 於第18集假扮成按摩客人到梁晶晶工作的按摩店企圖引馬季及石敢當現身，在莫有為發現不妥後以梁晶晶的性命威脅莫有為說出石敢當的行蹤，在莫有為向其謊稱石敢當身處變壓站後被對方引到變壓站，並被對方企圖以高壓電磁波消滅，但失敗 於第19集在變壓站加害莫有為，使對方全身觸電而死 於第19集假扮莊芷若被郭展明綁架，以引開馬季的注意力，並藉此機會派人將貝貝娜困在馬季的士之車尾箱，使其窒息而死，之後在與馬季糾纏期間被對方意外吸收自己部分的能量 於第20集假扮貝貝娜之亡靈曾回到電視城，引石敢當現身，將其、莫有為之亡靈及貝貝娜之亡靈困在一個由自己創造出來的美好幻境中，企圖令他們沉醉於幻境內以吸收他們的能量，並在幻境內化身馬季，最後被石敢當識穿及被其救出莫有為之亡靈及貝貝娜之亡靈 於第21集製造異空間讓馬季與郭展明對決，並要求兩人殺死對方，在馬季打敗郭展明後慫恿其殺死對方，最後被其用石敢當的宿體水晶製成的子彈射中，在消失前詛咒其永遠不會幸福 雖然其形體已經被馬季消滅，但其仍透過懷有郭展明之魔種的張佩玲存在於世上，為《降魔的2.0》留下伏筆 「Salvia」為鼠尾草的英文學名 |
| 黃子恆 | 郭展明 | 展明 1985年出生，2017年去世 紅眼魔人 Salvia之下屬 郭永城之子 莊芷若之前鄰居、好友兼暗戀其，曾向其表白但被其拒絕，後反目 與馬季不和，並針對其，後為其情敵兼死敵 石敢當之死敵 張佩玲之暗戀對象，視其為莊芷若的愛情替代品，於第14集與其發生關係，令其懷有自己的魔種 曾透過種植黑色鼠尾草而擁有讀心術的能力 於第2集重遇莊芷若 於第9集得知莊芷若的未婚夫已去世後自責未能在對方難過時陪伴在側，並因得知馬季在莊芷若最難熬的時間陪伴她而嫉妒馬季與莊芷若的關係，之後交代其偷了Liam留給莊芷若的相機 於第9集因種植黑色鼠尾草而被魔附身，並於第10集駕駛貨車企圖撞死馬季，但失敗及意外撞到莊芷若，使其重傷昏迷及離魂 於第15集在馬季離魂到「鬼域」拯救莊芷若期間企圖殺害馬季，但被貝貝娜及其靈界粉絲阻止 於第16集向莊芷若承認自己駕車意外撞倒對方及使對方重傷，後認罪自首，被判危險駕駛導致他人身體嚴重傷害罪成，因其認罪自首及有受害人莊芷若為其寫求情信而獲輕判，入獄18個月，實際上為了擁有黑色鼠尾草中的邪惡力量來對付馬季及石敢當，並透過張佩玲以信件偷運種子到監獄，而能在獄中再次種植黑色鼠尾草，目的為製造新世界秩序 在監獄服刑期間被一眾囚犯羞辱及圍毆 於第17集利用Salvia的魔力控制數名釋囚殺死冤枉張振華的警察，然後控制他們自殺 於第19集在馬季使用「言靈之術」召喚莫有為的之亡靈期間由其手中搶走莫有為之亡靈 因其在監獄中品行良好，而於第19集提早出獄，後擅闖莊芷若家向其表白，被對方拒絕後企圖殺害其，但被對方以馬季送給其具有降魔功能的紅水晶項鍊擊倒 於第21集引馬季到Salvia製造的異空間，打算消滅其靈魂及霸佔其身體重新做人，後與其對決，結果被其打敗及殺死，在回到現實世界後因心跳停頓而死（實為因其靈魂於異空間內被馬季消滅而死） 影射香港警察徐步高 |
| 林凱恩 | 張佩玲 | Ling 1992年出生 張振華之妹 為調查張振華殉職的真相而接近郭展明，後暗戀其，被其視為莊芷若的愛情替代品，於第14集與其發生關係 於第2集登場 在郭展明入獄期間以信件偷運黑色鼠尾草種子進監獄予其種植而間接害死多條人命 敵視莊芷若及馬季 於第21集交代其懷有郭展明之魔種及被魔附身，為《降魔的2.0》留下伏筆。 |

### 警署

#### 重案組
| 演員   | 角色   | 暱稱／人物關係／經歷 |
| 韋家雄 | 陳永廉 | 嘟嘟Sir 高級警司 馬季之朋友 曾有靈異經歷，因而相信靈體的存在 曾兩次在跟蹤期間登上馬季駕駛之的士，但被其以去廁所為理由拒載 Nana之夫，一度以為其出軌，之後在馬季幫助下發現為誤會一場，為報答對方而幫對方查出郭展明企圖撞死馬季及撞傷莊芷若之證據 於第11集登場並恰巧登上馬季的的士,並要求其追上指定的車輛不果,最終下車 於第16集向馬季表明其警察身份 於第18集向馬季表示希望其協助找出連環殺警案背後操縱兇手的神秘力量，但遭其拒絕 於第19集為免郭展明加害莊芷若，而派下屬於莊芷若住所附近看守及保護其安全，後發出通緝令，追捕郭展明歸案 |
| 余應彤 |        | 警員 陳永廉之下屬 |
| 董敬文 |        | 警員 陳永廉之下屬 於第19集被郭展明控制，後被莊芷若用馬季送的具有降魔能力的紅水晶項鍊擺脫其操控，再槍傷郭展明 |

#### 刑事偵緝部（CID）
| 演員   | 角色   | 暱稱／人物關係／經歷 |
| 魏惠文 | 方振業 | 大Sir、方Sir 指揮官 與郭展明不和 為逃避責任而於槍擊案報告中冤枉已殉職的張振華失職 於第17集被郭展明所控制的釋囚陳亮襲擊，最後二人相繼墮樓死亡，其屍體壓死當時在的士內的龍茂 |
| 李啟傑 |        | 警員 方振業之下屬 於第17集被兩名附魔的釋囚殺害 |
| 鄭詠謙 |        | 警員 方振業之下屬 於第17集被兩名附魔的釋囚殺害 |
| 鄧永健 |        | 警員 方振業之下屬 |
| 方紹聰 |        | 警員 方振業之下屬 |
| 莫家淦 |        | 警員 方振業之下屬 |
| 黃榮燊 |        | 警員 方振業之下屬 |
| 姚宏遠 |        | 警員 方振業之下屬 |

#### 軍裝巡邏小隊（PSU）
| 演員   | 角色   | 暱稱／人物關係／經歷 |
| 黃子恆 | 郭展明 | 阿頭、郭Sir 警長 警察編號：SGT38232 張振華之巡邏拍擋兼好友 顧萬全之巡邏拍擋兼上司 與方振業不和 於第16集因危險駕駛導致他人身體受到嚴重傷害罪成入獄，而被革職 參見惡魔、郭家                                        |
| 陳俊堅 | 張振華 | 阿張 警長 警察編號：SGT38401 郭展明之巡邏拍擋兼好友 張佩玲之兄 於第1集因被附魔的賊人連開多槍而受重傷，於第2集傷重身亡 被為逃避責任的方振業於報告中冤枉其失職，令槍擊案中追捕犯人行動失敗及引發意外（第1-2、17集） |
| 曾健明 | 顧萬全 | 全叔 高級警員 警察編號：SPC38533 郭展明之巡邏拍擋兼下屬 |
| 林宥喬 | 羅志仁 | 警員（第1、8-10、17集） |
| 盧峻峯 | 歐樹堅 | 警員（第17集） |

### 德記的士
| 演員   | 角色    | 暱稱／人物關係／經歷 |
| 李家鼎 | 許文彪  | 彪哥 的士司機領班 佳爺之好友 曾為江湖中人 在龍茂死後與一眾的士行家籌錢，協助其家人解決燃眉之急 （1,4,6,10,18,20集） |
| 蔣志光 | 莫有為  | 有為 的士司機 與彪哥略有交情 參見梁家 |
| 馬國明 | 馬 季   | 小馬 的士司機 被彪哥視為車隊中的頭馬 參見梁家 |
| 趙永洪 | 陸嘉一  | 些粉 的士司機 為人好賭好色及自以為是 馬季、莫有為、龍茂之同行兼好友 於第17集因其沉迷玩手機遊戲令龍茂遇上意外慘死而自責，最後決定痛改前非 於《降魔的2.0》中被馬季提及已北上發展 名字諧音：六加一 暱稱諧音：Seven |
| 何遠東 | 龍 茂   | 龍貓、肥仔（陸嘉一專稱） 1982年出生，2017年去世 的士司機 為人老實及重視家庭 為供養其母親、妻子及一對子女而日以繼夜工作賺錢 馬季、莫有為、陸嘉一之同行兼好友 於第17集被墜樓的方振業之屍體意外壓死 其亡靈於第18集被馬季成功以「言靈之術」召喚，之後在石敢當製造的夢境向家人道別，向車友道別後由馬季送去目的地，最後在馬季的的士上消失 於第20集在Salvia創造的幻境中出現 名字諧音：龍貓 |
| 余子明 | 黃小旦  | 旦叔 的士司機 極度迷信 宋日基之徒弟 因學藝未精，而曾錯誤召喚黑仔（狗）靈魂上身 |
| 曾守明 | 彭應材  | 材仔 的士司機 於第18集被Salvia控制而先後襲擊莫有為及馬季，在馬季用血汗錢協助其擺脫操控後回復正常 |
| 陳榮峻 | 黃良德  | 德記 的士司機 於第18集被Salvia控制而先後襲擊莫有為及馬季，在馬季用血汗錢協助其擺脫操控後回復正常 |
| 馬海倫 | 李 翠   | 師太 的士司機 |
| 邵卓堯 | 湯家輝  | 的士司機 許文彪之麻雀腳 |
| 江富強 | Tommy仔 | 的士司機 許文彪之麻雀腳 |
| 鄧以豪 |         | 的士司機 許文彪之麻雀腳 |

### 愛丁堡醫院
| 演員   | 角色       | 暱稱／人物關係／經歷 |
| 黃智雯 | 莊芷若     | Dr. Chong、莊醫生、Felicity 、醫生姐姐、芷若（馬季、郭展明專稱）、芷若大夫（石敢當專稱） 1985年出生 急症室醫生 獨居於西環 其父母及兄長居於英國 莊浩迅之妹 Liam之未婚妻，在其病逝後一直未能放下其，在經歷車禍及大難不死後學懂放下其 馬季之的士常客兼暗戀對象，兩年來每晚下班後均乘搭其駕駛之的士回家，後與其成為好友，與其有感情線 郭展明之前鄰居、好友兼暗戀對象，後因拒絕其表白而反目 貝貝娜之情敵 張佩玲之情敵，並被其敵視 胡美寶之同事兼好友 於第2集重遇郭展明 於第3集向馬季提及自己病逝的未婚夫 於第5集重遇郭永城，後得知對方最後的心願是見郭展明一面，於第7集安排二人見面，之後郭展明向其謊稱郭永城自殺 於第9集向郭展明提及自己的未婚夫已去世，並提及多虧馬季在自己最難熬的時間陪伴在側，自己才能熬得過這段時間，後發現遺失了Liam留給自己的相機，並因此感到自責，在發現馬季給自己的相機並非Liam的相機後打算將相機還給對方 於第10集被附魔的郭展明駕駛貨車撞致重傷昏迷及離魂 於第13集發現自己被車撞致重傷昏迷及處於離魂狀態 於第14集被馬季發現其處於離魂狀態後對方向石敢當求助，並首次看見石敢當，之後石敢當嘗試協助其還魂，但失敗，之後其因想再次見到病逝的未婚夫而失去生存意志，所以其靈魂無法回到身體內，並被Naomi誘騙到「鬼域」（鬼域位於愛丁堡醫院的-13層，只有鬼魂、精靈，還有處於離魂狀態的馬季能到達） 其靈魂於第15集被Naomi困在鬼域，並被對方企圖奪走身體重生，但被馬季及莉莉先後阻止，之後在鬼域被馬季開解而重拾生存意志，被馬季及石敢當從鬼域中救出後其靈魂回到身體內 於第16集甦醒後一度未能想起離魂後及在鬼域中的經歷，於第21集起逐漸想起該段經歷 於第16集得知是郭展明駕車撞倒其及使其重傷，後於郭展明被判刑時到法庭旁聽，並交代其為郭展明寫求情信 於第16集結尾起被Salvia借用其容貌示人 於第17集交代其到英國探望家人後回港，並將馬路天使擺設送給馬季，該擺設其後一直被馬季擺放在其的士車頭 於第17集將馬季給自己的相機還給對方 於第17集貝貝娜帶同有關離魂的書籍到愛丁堡醫院找其，希望幫助其想起在鬼域的經歷，其雖然未能想起在鬼域的經歷，但向貝貝娜表示自己相信對方的說法，在貝貝娜問到自己將相機還給馬季的原因時解釋自己是想放下以前的感情包袱，並非想拒絕馬季，而是需要時間去接受一段新的關係 於第18集得知郭展明擁有神秘力量及用其來殺人，並提醒馬季小心郭展明 於第19集向馬季問到龍荗及莫有為之死是否與郭展明有關，但因石敢當吿誡馬季知道越多就越危險，所以馬季沒將實情告知其 於第19集下班回家後發現郭展明擅闖自己家中，在其向自己表白時拒絕其而險被其掐死，後用馬季所送的有降魔功能的紅水晶項鍊擊倒其及逃走 於第21集在馬季載自己回家被對方告知以後未必能載自己回家 於第21集結尾交代其已考取駕駛執照，並巧遇馬季，但對方因被Salvia詛咒而刻意疏遠其 名字諧音：莊子曰 |
| 彭紀諺 | Dr. Cheung | 急症室醫生（第1、9、19集） |
| 袁鎮業 | Dr. Yuen   | 急症室醫生 莊芷若之同事及好友（第1、9、12-14、17、19集） |
| 陳富勝 | Dr. Chan   | 腫瘤科醫生（第6集） |
| 郭田葰 | Dr. Law    | 莊芷若在遇上車禍後重傷昏迷期間的主診醫生（第13、16集） |
| 李君妍 | 胡美寶     | 美寶（莊芷若專稱） 急症室護士 莊芷若之同事兼好友（第1、5、9、12-14、16-17、19、21集） |
| 曾 敏  |            | 急症室護士 莊芷若之同事兼好友（第1、9、12-14、17、19集） |
| 陳華鑫 |            | 急症室護士 莊芷若之同事兼好友（第1、9、12-14、19集） |
| 朱斐斐 |            | 急症室護士（第1、17、19集） |
| 周麗欣 |            | 護士（第6集） |
| 劉嘉琪 |            | 護士（第9、13、19集） |
| 蕭凱欣 |            | 護士（第13、16集） |
| 沈愛琳 |            | 護士（第15集） |

### 《世界靈距離》
| 演員   | 角色   | 暱稱／人物關係／經歷 |
| 魯振順 | 黃頌高 | 黃監製 《世界靈距離》節目監製 節目名字諧音：《世界零距離》 |
| 劉佩玥 | 貝貝娜 | 啤啤、Bella 1993年10月30日出生，2017年11月23日去世 《世界靈距離》節目主持之一，在人間和靈界均有很多粉絲 理想是成為一名新聞主播 貝澤隆、萱紅之女，因二人長期於內地做生意而家中只有自己一人居住 曾誤會馬季是變態，後為其的士常客兼好友，並暗戀其 莉莉的主人、兒時玩伴兼好友 石敢當之偶像兼朋友 葉佩薇之粉絲 於第3集登場 於第8集與莉莉寄生之玩偶相認，並將玩偶帶回家 於第10集於愛丁堡醫院外被郭永城之怨靈用刀片割傷手臂 於第15集得知馬季決定離魂到「鬼域」拯救莊芷若後主動提出看守馬季的身體，並在石敢當的幫助下暫時開啟天眼後首次看見石敢當，在郭展明企圖殺害馬季時與一眾靈界粉絲阻止其，後偷吻馬季，在得知馬季一直暗戀莊芷若後一度感到失落 於第15集知道莉莉不只是其玩偶，更是有生命的精靈，並於第15集結尾首次看見莉莉 其天眼於第16集關閉 於第17集在得知馬季因莊芷若未能想起二人在鬼域的經歷而失落後帶同關於離魂的書籍到愛丁堡醫院找莊芷若，希望幫助對方想起在鬼域的經歷，對方雖然未能想起在鬼域的經歷，但表示相信其說法，之後問到對方將相機還給馬季的原因而得知對方將相機還給馬季是想放下以前的感情包袱，並非想拒絕馬季，而是需要時間去接受一段新的關係 於第19集發現Salvia用上莊芷若的容貌後打算通知馬季，在單獨尋找馬季期間被Salvia的兩名手下困在馬季之的士車尾箱內，最後窒息而死 其亡靈於第20集被困在一個由Salvia創造出來的幻境中（身份為著名主播、莫偉豪之未婚妻），最後被石敢當從幻境中救出 其死後在莉莉的教導下學會運用靈力，並決定以靈體狀態繼續留在人間生活及陪伴馬季 |
| 曾偉權 | 宋日基 | 日基大師 道士，實為神棍 《世界靈距離》節目主持之一 |
| 周梓盈 |        | 女道士 宋日基之助手（第2、8集） |
| 譚焯升 | 阿 邦  | 《世界靈距離》節目助導（第4、7、8、11集） |

### 「金蘭按摩」
| 演員           | 角色     | 暱稱／人物關係／經歷 |
| 賴慰玲（青年） | 莫梁晶晶 | 阿姐（莫有為專稱）、晶晶 1962年7月17日出生 金蘭按摩之按摩師 鍾淑嫻及花姑之同事兼好友 參見梁家                                                                    |
| 謝雪心         | 莫梁晶晶 | 阿姐（莫有為專稱）、晶晶 1962年7月17日出生 金蘭按摩之按摩師 鍾淑嫻及花姑之同事兼好友 參見梁家                                                                    |
| 蘇恩磁         | 鍾淑嫻   | 嫻姨 金蘭按摩之按摩師 梁晶晶、花姑之同事兼好友 於第18集在Salvia的控制下先後襲擊梁晶晶及馬季，在馬季用血汗錢協助其擺脫操控後回復正常（第1、5-6、10-12、14、18集） |
| 李麗麗         | 花 姑    | 金蘭按摩之按摩師 梁晶晶、鍾淑嫻之同事及好友 於第18集在Salvia的控制下先後襲擊梁晶晶及馬季，在馬季用血汗錢協助其擺脫操控後回復正常（第1、5-6、10-12、14、18集）    |
| 余子明         | 黃小旦   | 旦叔 的士司機 常客 |
| 曾守明         | 彭應材   | 材仔 的士司機 常客 |
| 陳榮峻         | 黃良德   | 德記 的士司機 常客 |
| 馬海倫         | 李 翠    | 師太 的士司機 常客 |

### 其他角色
| 演員                    | 角色   | 暱稱／人物關係／經歷 |
| 歐陽敬賢                | 俊 仔  | 小朋友 於第4集協助馬季尋回石敢當寄生之石頭（第1、4集） |
| 曾慧雲                  | 華 姐  | 德記的士眾司機經常聚餐的餐廳之老闆娘（第1-4、6、8、10、14、17-18集） |
| 關浩揚                  |        | 德記的士眾司機經常聚餐的餐廳之餐廳侍應（第1-4、6、8、10、14、17-18集） |
| 李海生                  | 大大佬 | 江湖大佬 的士乘客（第1集） |
| 江嘉俊                  |        | 江湖大佬 大大佬之手下（第1集） |
| 吳綺珊                  |        | 母親／的士乘客（第1集） |
| 趙璧渝                  |        | 孕婦／的士乘客 於臨盆時登上馬季之的士，之後被其送到愛丁堡醫院（第1集） |
| 黃煒溏 （配音：蕭徽勇） |        | 賊兄 因種植黑色鼠尾草而被魔附身，並開槍殺害張振華，最後遇上車禍身亡（第1集） |
| 施駿喆                  |        | 賊弟（第1集） |
| 林日昇                  | 張 生  | 張振華、張佩玲之父（第2集） |
| 譚錦萌                  | 張 太  | 張振華、張佩玲之母（第2集） |
| 丘惠玲                  |        | 梁家之街坊（第3集） 的士乘客（第17集） |
| 游五珠                  |        | 師奶（第3集） |
| 鍾凱琪                  |        | 的士乘客（第3集） |
| 關梓陽                  |        | 小妖（第3集） |
| 廖思略                  |        | 清潔工人（第4集） |
| 曾玉娟                  |        | 郭家之街坊（第4集） |
| 陳振業                  |        | 郭家之街坊（第4集） |
| 鄭玉儀                  |        | 郭家之街坊（第4集） |
| 譚俊雄                  |        | 的士乘客（第4集） |
| 王得琛                  |        | 的士乘客（第4集） |
| 李子明                  |        | 電工（第4集） |
| 陳偉樂                  |        | 電工（第4集） |
| 馮康寧                  |        | 郭家之街坊 被紅眼魔人控制而跳樓（第5集） |
| 葉 暐                   |        | 的士乘客（第5集） |
| 范文雅                  |        | 的士乘客（第5集） |
| 劉溫馨                  |        | 美女 的士乘客（第5集） |
| 楊嘉欣                  |        | 美女 的士乘客（第5集） |
| 張詩欣                  |        | 美女 的士乘客（第5集） |
| 林惜貞                  |        | 郭永城居住的安老院之護士 向莊芷若提到郭展明在送郭永城到安老院後從未探望其（第5集） |
| 王俊棠                  | 佳 爺  | 江湖大佬 許文彪之好友及麻雀友 利用馬季協助其手下運毒（第5、6集） |
| 王致狄                  |        | 佳爺之手下（第5、6集） |
| 盧偉文                  |        | 佳爺之手下（第5、6集） |
| 周嘉洛                  |        | 小混混 於運毒期間遇上警察，逃走時將白粉留在馬季的的士內，導致馬季被郭展明控告藏毒，其後自行到警局自首（第5、6集） |
| 黃得生                  |        | 小混混 於運毒期間遇上警察，逃走時將白粉留在馬季的的士內，導致馬季被郭展明控告藏毒，其後自行到警局自首（第5、6集） |
| 區偉權                  |        | 的士乘客（第6集） |
| 盧海鷹                  |        | 的士乘客（第6集） |
| 鄺國生                  |        | 的士乘客（第6集） |
| 劉天龍                  |        | 新聞部導演（第7集） |
| 繆家慶                  |        | 新聞部助導（第7集） |
| 明德豐                  |        | 錄影廠職員（第7集） |
| 羅 鴻                   |        | 大廈管理員（第7集） |
| 李嘉晉                  |        | 救生員（第8集） |
| 伍秉君                  |        | 的士乘客（第8集） |
| 陳妹妹                  | 鬼婆婆 | 鬼魂 被馬季駕駛之的士撞跌（第8集） |
| 利穎怡                  |        | 女病人（第9集） |
| 丘梓謙                  |        | 金毛青年（第10集） |
| 張雪瑩                  |        | 記者（第11集） |
| 譚坤倫                  |        | 消防員（第11集） |
| 陳浚霆                  |        | 消防員（第11集） |
| 伍富橋                  |        | 消防員（第11集） |
| 黃志榮                  |        | 垃圾車司機（第12集） |
| 楊家寶                  |        | 女客人（第12集） |
| 夏玉麟                  | 鬼伯伯 | 鬼魂 在病逝後成為鬼魂，並在醫院內徘徊（第12-13集） |
| 高爾珩                  |        | 急症室求診者（第13集） |
| 馮子森                  |        | 愛丁堡醫院前醫生（7年前） 欺騙Naomi的感情（第13集） |
| 王德基                  |        | 愛丁堡醫院前護士長 （7年前）（第13集） |
| 蔣志光                  | 葉學明 | 學明兄（莫有為、祁仁、艾鐵文專稱 自由藝術家 莫有為、祁仁、艾鐵文之網友（第13-14集） 參見《情越海岸線》、《張保仔》 |
| 蔣志光                  | 祁 仁  | 祁仁兄（莫有為、葉學明、艾鐵文專稱） 莫有為、葉學明、艾鐵文之網友 經常沉迷於外星人的世界（第13-14集） 參見《實習天使》 |
| 蔣志光                  | 艾鐵文 | 鐵文兄（莫有為、葉學明、祁仁專稱） 資訊科技網絡保安總顧問，後離職並成為See See寬頻工程部員工 （參見《降魔的2.0》） 莫有為、葉學明、祁仁之網友 精於電腦科技，曾發明超次元量子調和器令莫有為看見石敢當的影像（第13-14集） 參見《鬼同你OT》 |
| 吳珮如                  | Naomi  | 厲鬼／愛丁堡醫院前護士 生前因外貌醜陋而被家人、同事及病人杯葛 於7年前因整容失敗而毀容，更因出現併發症而身亡，死時25歲 死後寄居在醫院內修煉邪惡魔法及尋找外表漂亮的身體重生，最後選中莊芷若的身體 於第13集登場，並欺騙莊芷若其快將死亡 於第14集訛稱能帶莊芷若見其已去世的未婚夫，令其失去生存意志，後誘騙其到「鬼域」 於第15集把莊芷若之靈魂困於鬼域裏，企圖奪走其身體重生，但被馬季阻止及被其用血汗錢擊退，後再次企圖奪走莊芷若的身體重生，但被看守莊芷若身體的莉莉阻止，最後被莉莉施法困在豬布偶內（第13-15集） |
| 李 嘉                   |        | 電視劇演員（第14集） （並無參與本劇演出，僅在透過播放電視劇《幕後玩家》的片段中出現） |
| 黃翠如                  | 顧成雙 | 電視劇演員（第14集） （並無參與本劇演出，僅在透過播放電視劇《幕後玩家》的片段中出現） |
| 衛志豪                  |        | 電視劇演員（第14集） （並無參與本劇演出，僅在透過播放電視劇《幕後玩家》的片段中出現） |
| 范仲恆                  |        | 加藤san（馬季專稱） 厲鬼 生前為日本軍官 一直身處於鬼域 為答謝莊芷若替其取出體內的子彈，而協助消滅襲擊馬季的厲鬼，令石敢當、莊芷若及馬季成功逃出鬼域（第15集） |
| 朱樂洺                  |        | 厲鬼 一直身處於鬼域（第15集） |
| 周梓盈                  |        | 厲鬼 一直身處於鬼域（第15集） |
| 譚坤倫                  | Max    | 鬼魂 貝貝娜之粉絲 與貝貝娜及其靈界粉絲阻止郭展明傷害馬季的身體（第15集） |
| 林泳淘                  | Nana   | BB（陳永廉專稱） 陳永廉之妻 Cosplay愛好者 因隱瞞丈夫自己有Cosplay嗜好及參加酒店的Cosplay攝影聚會，而被其一度誤以為自己出軌，於第16集被其發現自己有Cosplay嗜好，並無出軌（第16、21集） |
| 何俊軒                  |        | 型男 Cosplay攝影師 一度被陳永廉誤以為是其妻出軌對象（第16集） |
| 郭家俊                  | 鬼記者 | 鬼魂 生前為記者，死後仍然到處尋找新聞，並告知馬季酒店房內正進行Cosplay攝影（第16集） |
| 鄭毅邦                  |        | 法官 郭展明危險駕駛導致他人身體嚴重傷害案之主審官（第16集） |
| 司徒暉                  | 林 中  | 監犯 曾與陳亮一同欺凌郭展明 於第17集出獄後在郭展明的控制下殺害兩名CID警員，最後自殺（第16-17集） |
| 招浩明                  | 柯 田  | 監犯 曾與陳亮一同欺凌郭展明 於第17集出獄後在郭展明的控制下殺害兩名CID警員，最後自殺（第16-17集） |
| 尹樂瞳                  |        | 李翠之孫女（第16集） |
| 吳嘉儀                  |        | 割腕自殺女病人 被莊芷若斥責後發脾氣離開急症室（第17集） |
| 楊依依                  | 鬼鄉親 | 鬼魂 被Salvia嚇倒後，與眾鬼魂在殯儀館外徘徊（第17集） |
| 張 帆                   | 鬼鄉親 | 鬼魂 被Salvia嚇倒後，與眾鬼魂在殯儀館外徘徊（第17集） |
| 許思敏                  | 龍貓媽 | 龍茂之母（第17集） |
| 黃穎君                  | 龍貓嫂 | 龍茂之妻 於第18集感謝彪哥與一眾的士司機協助處理龍荗的身後事及籌錢協助自己一家，以解決燃眉之急 於第18集龍荗在石敢當製造的夢境中向其及一對子女道別（第17-18集） |
| 潘梓鋒                  |        | 綁匪 Salvia之手下，在其指使下將貝貝娜塞進馬季的士之車尾箱，使貝貝娜窒息而死（第19集） |
| 范仲                    |        | 綁匪 Salvia之手下，在其指使下將貝貝娜塞進馬季的士之車尾箱，使貝貝娜窒息而死（第19集） |
| 區軒瑋                  |        | 證婚人 在Salvia創造出來的幻境中為莫偉豪、貝貝娜證婚（第20集） |
| 楊廷茵                  |        | 的士乘客 |

### 客串演員
| 演員   | 角色   | 暱稱／人物關係／經歷 |
| 莊思敏 |        | 應召女郎／酒樓知客（第1集） |
| 羅 蘭  | 龍 婆  | 靈媒 馬季之的士乘客，在其找錢時已離開，並被其誤會為鬼魂（第1集）                                                                                              |
| 蓋世寶 | 俊 母  | 俊仔之母（第1集） |
| 黃建東 | Jason  | 的士乘客 心理變態的同性戀者，喜歡聞馬季的襪子 曾被馬季誤會其企圖打劫 於第20集出現在Salvia製造的幻境內，並因想用五百元購買馬季的襪子而被其虐打（第2、8、20集） |
| 安德尊 | 大 王  | 演員／梟雄 飾演九哥 拍攝時被妖精搔擾（第3集） |
| 呂慧儀 |        | 演員／名媛 飾演四姑娘（第3集） |
| 林淑敏 | 葉佩薇 | Ivy、Ivy姐 電視台新聞部主管 貝貝娜之偶像，於後期賞識其主持表現，並打算開新節目讓其擔任主持（第7-8、15集）                                                     |
| 洪永城 | 鬼青年 | 宅男鬼魂 貝貝娜在靈界之後援會會長 非禮貝貝娜，被受驚的貝貝娜拍打到重要部位後興奮消失（第8集）                                                                 |
| 林景程 | Liam   | 莊芷若之未婚夫 菲林攝影愛好者 已於兩年前因癌症病逝（第9、14集）                                                                                               |
| 李 嘉  | 陳 亮  | 沙塵亮 監犯 江湖中人 因被郭展明拘捕入獄而非常憎恨其，並與其他監犯欺凌其 於第17集出獄後在郭展明控制下而襲擊方振業，最後與方振業相繼墜樓身亡（第16-17集）       |

## 收視
本劇於香港無綫電視翡翠台24小時跨平台之收視紀錄：
| 週次         | 集數         | 日期                     | 收視率       | 備註                                      |
| 1            | 1－5         | 2017年10月30日－11月3日  | 24點         | 星期一至五總收視23.7點                    |
| 2            | 6－10        | 2017年11月6日－11月10日  | 25點         | 星期一至五總收視24.5點 第6集總收視25.3點  |
| 3            | 11－15       | 2017年11月13日－11月17日 | 25點         | 星期一至五總收視25.4點 最高收視25.9點     |
| 4            | 16－21       | 2017年11月20日－11月26日 | 25點         | 星期一至五總收視25.2點 第21集總收視24.9點 |
| 全劇平均收視 | 全劇平均收視 | 全劇平均收視             | 全劇平均收視 | 24.7點                                    |

## 獎項及提名

### 萬千星輝頒獎典禮2017
| 獎項               | 單位                | 結果     |
| ------------------ | ------------------- | -------- |
| 全球網民最喜愛劇集 | 降魔的              | 獲獎     |
| 最佳劇集           | 降魔的              | 提名     |
| 最佳男主角         | 馬國明              | 最後五強 |
| 最受歡迎電視男角色 | 馬季（馬國明 飾）   | 獲獎     |
| 最受歡迎電視男角色 | 石敢當（胡鴻鈞 飾） | 提名     |
| 最受歡迎電視女角色 | 莊芷若（黃智雯 飾） | 最後五強 |
| 最受歡迎電視女角色 | 貝貝娜（劉佩玥 飾） | 提名     |
| 最受歡迎電視女角色 | 梁晶晶（謝雪心 飾） | 提名     |
| 最佳男配角         | 蔣志光              | 提名     |
| 最佳男配角         | 胡鴻鈞              | 提名     |
| 最佳男配角         | 黃子恆              | 提名     |
| 最佳男配角         | 何遠東              | 最後五強 |
| 最佳女配角         | 謝雪心              | 提名     |
| 最受歡迎電視拍檔   | 馬國明、胡鴻鈞      | 提名     |
| 最受歡迎劇集歌曲   | 到此一遊 - 胡鴻鈞   | 獲獎     |
| 最受歡迎劇集歌曲   | 遙不可及 - 胡鴻鈞   | 提名     |
| 最受歡迎劇集歌曲   | 泣血薔薇 - 吳若希   | 提名     |

### 觀眾在民間電視大奬2017
| 獎項               | 單位                                       | 結果       |
| ------------------ | ------------------------------------------ | ---------- |
| 民選最佳劇集       | 降魔的                                     | 獲獎       |
| 民選最佳劇本       | 降魔的                                     | 獲獎       |
| 民選最佳男主角     | 馬國明 飾 馬季                             | 獲獎       |
| 民選最佳女主角     | 黃智雯 飾 莊芷若                           | 得票第二名 |
| 民選最佳男配角     | 胡鴻鈞 飾 石敢當                           | 獲獎       |
| 民選最佳男配角     | 何遠東 飾 龍茂                             | 得票第二名 |
| 民選最佳男配角     | 趙永洪 飾 陸嘉一                           | 得票第三名 |
| 民選最佳女配角     | 劉佩玥 飾 貝貝娜                           | 得票第二名 |
| 民選飛躍進步男藝員 | 胡鴻鈞                                     | 獲獎       |
| 民選飛躍進步男藝員 | 何遠東                                     | 得票第二名 |
| 民選飛躍進步女藝員 | 劉佩玥                                     | 獲獎       |
| 民選最佳戲劇拍檔   | 馬國明、胡鴻鈞 飾 馬季、石敢當             | 獲獎       |
| 民選最佳戲劇拍檔   | 馬國明、金剛、小儀 飾 馬季、馬家烈、季莉芙 | 得票第五名 |
| 民選最佳劇集橋段   | 馬季驚覺力哥力嫂是自己親生父母             | 獲獎       |
| 民選最佳劇集橋段   | 石敢當於天台最後告誡馬季的使命後化成水晶   | 得票第二名 |
| 民選最佳電視歌曲   | 遙不可及 - 胡鴻鈞                          | 獲獎       |
| 民選最佳電視歌曲   | 到此一遊 - 胡鴻鈞                          | 得票第二名 |
| 民選最佳電視歌曲   | 泣血薔薇 - 吳若希                          | 得票第五名 |

### Contex電視呈獻 - 香港电视大奖2017
| 獎項             | 單位                  | 結果 |
| ---------------- | --------------------- | ---- |
| 劇集獎           | 降魔的                | 獲獎 |
| 製作獎、劇本獎   | 降魔的                | 獲獎 |
| 男主角獎（劇集） | 馬國明                | 獲獎 |
| 男配角獎（劇集） | 何遠東                | 獲獎 |
| 女配角獎（劇集） | 劉佩玥                | 獲獎 |
| 劇集及節目歌曲獎 | 到此一遊 - 胡鴻鈞     | 獲獎 |
| 網絡劇獎         | 降魔的番外篇 - 首部曲 | 獲獎 |

### YAHOO!搜尋人氣大獎2017
| 獎項           | 單位              | 結果 |
| -------------- | ----------------- | ---- |
| 人氣電視男角色 | 馬季（馬國明 飾） | 獲獎 |
| 人氣電視主題曲 | 到此一遊 - 胡鴻鈞 | 獲獎 |

## 迴響
此劇播出後，受到坊間正面評價，是近年少數被譽為「神劇」的劇集之一，觀眾認為劇情貼地又感人，引起不少人共鳴。另一方面，此劇主角及不少配角的演技均備受好評。此劇在《觀眾在民間電視大奬2017》獲得「民選最佳劇集」獎及「民選最佳劇本」獎，以及於《香港電視大獎》獲得「劇集獎」及「製作獎、劇本獎」。男主角馬國明憑此劇成爲《萬千星輝頒獎典禮2017》視帝大熱人選，雖五強止步，但他分別獲得《觀眾在民間電視大奬2017》「民選最佳男主角」獎及《2017香港電視大獎》「男主角獎（劇集）」，被封為「民間視帝」，演技備受肯定。劇集於2019年1月至5月拍攝續集《降魔的2.0》，並於2020年5月4日至6月5日播出。

## 外部連結
- 降魔的 - myTV SUPER （页面存档备份，存于）
- 降魔的 新劇解構 - TVBUSA （页面存档备份，存于）
- 《降魔的》(劇集).香港01 （页面存档备份，存于）
- 豆瓣电影上《降魔的》的資料 （简体中文）
- 《降魔的》myTV SUPER 回看 （页面存档备份，存于）

## 電視節目的變遷
| 香港 無綫電視翡翠台 星期一至五 21:30 - 22:30 · 11月26日 21:30 - 22:30 | 香港 無綫電視翡翠台 星期一至五 21:30 - 22:30 · 11月26日 21:30 - 22:30 | 香港 無綫電視翡翠台 星期一至五 21:30 - 22:30 · 11月26日 21:30 - 22:30 |
| --------------------------------------------------------------------- | --------------------------------------------------------------------- | --------------------------------------------------------------------- |
|                                                                       | 降魔的 （2017-10-30 - 2017-11-26）                                    |                                                                       |
| 使徒行者2 （2017-09-18 - 2017-10-27）                                 | 溏心風暴3 （2017-11-27 - 2018-01-19）                                 |                                                                       |

| 马来西亚 Astro AOD、Astro AOD HD 星期一至五 21:30 - 22:15 | 马来西亚 Astro AOD、Astro AOD HD 星期一至五 21:30 - 22:15 | 马来西亚 Astro AOD、Astro AOD HD 星期一至五 21:30 - 22:15 |
| --------------------------------------------------------- | --------------------------------------------------------- | --------------------------------------------------------- |
|                                                           | 降魔的 （2017-10-30 - 2017-11-26）                        |                                                           |
| 使徒行者2 （2017-09-18 - 2017-10-27）                     | 溏心風暴3 （2017-11-27 - 2018-01-19）                     |                                                           |

| 新加坡 HUB戏剧首选 星期一至五 21:30 - 22:15 | 新加坡 HUB戏剧首选 星期一至五 21:30 - 22:15 | 新加坡 HUB戏剧首选 星期一至五 21:30 - 22:15 |
| ------------------------------------------- | ------------------------------------------- | ------------------------------------------- |
|                                             | 降魔的 （2017-10-30 - 2017-11-26）          |                                             |
| 使徒行者2 （2017-09-18 - 2017-10-27）       | 溏心風暴3 （2017-11-27 - 2018-01-19）       |                                             |

| 翡翠台 星期一至五 20:30 - 21:30       | 翡翠台 星期一至五 20:30 - 21:30       | 翡翠台 星期一至五 20:30 - 21:30 |
| ------------------------------------- | ------------------------------------- | ------------------------------- |
|                                       | 降魔的 （2017-10-31 - 2017-11-28）    |                                 |
| 使徒行者2 （2017-09-25 - 2017-10-30） | 溏心風暴3 （2017-11-29 - 2018-01-23） |                                 |

| 新加坡 HUB娛家戲劇台 每晚 21:00－22:00 | 新加坡 HUB娛家戲劇台 每晚 21:00－22:00 | 新加坡 HUB娛家戲劇台 每晚 21:00－22:00 |
| -------------------------------------- | -------------------------------------- | -------------------------------------- |
|                                        | 降魔的 （2018-02-15 - 2018-03-07）     |                                        |
| 雜警奇兵 （2018-01-26 - 2018-02-14）   | 溏心風暴3 （2018-03-08 - 2018-04-16）  |                                        |

| 無綫翡翠台香港時區 星期一至五 20:30 - 21:30，星期六、日 20:30 - 22:30 | 無綫翡翠台香港時區 星期一至五 20:30 - 21:30，星期六、日 20:30 - 22:30 | 無綫翡翠台香港時區 星期一至五 20:30 - 21:30，星期六、日 20:30 - 22:30 |
| --------------------------------------------------------------------- | --------------------------------------------------------------------- | --------------------------------------------------------------------- |
|                                                                       | 降魔的 （2018-09-15 - 2018-09-30）                                    |                                                                       |
| 衝上雲霄II （2018-08-06 - 2018-09-14）                                | 廉政行動2016 （2018-10-01 - 2018-10-05）                              |                                                                       |

| 马来西亚 Astro華麗台、Astro華麗台HD 星期一至五 20:30－21:30 時段 | 马来西亚 Astro華麗台、Astro華麗台HD 星期一至五 20:30－21:30 時段 | 马来西亚 Astro華麗台、Astro華麗台HD 星期一至五 20:30－21:30 時段 |
| ---------------------------------------------------------------- | ---------------------------------------------------------------- | ---------------------------------------------------------------- |
|                                                                  | 降魔的 （2018-09-28－2018-10-26）                                |                                                                  |
| 不懂撒嬌的女人 （2018-08-21－2018-09-27）                        | 燦爛的外母 （2018-10-29－2018-11-23）                            |                                                                  |

| 美国 TVB1 星期一至五 黃金劇場 東岸時間 22:00 - 23:00 | 美国 TVB1 星期一至五 黃金劇場 東岸時間 22:00 - 23:00 | 美国 TVB1 星期一至五 黃金劇場 東岸時間 22:00 - 23:00 |
| ---------------------------------------------------- | ---------------------------------------------------- | ---------------------------------------------------- |
|                                                      | 降魔的 (2018-12-19 - 2019-01-16)                     |                                                      |
| 使徒行者2 (2018-11-7 - 2018-12-18)                   | 溏心風暴3 （2019-01-17 - 2019-03-12）                |                                                      |

| 马来西亚 八度空间 TVB之最 星期一至五 19:00－20:00 | 马来西亚 八度空间 TVB之最 星期一至五 19:00－20:00 | 马来西亚 八度空间 TVB之最 星期一至五 19:00－20:00 |
| ------------------------------------------------- | ------------------------------------------------- | ------------------------------------------------- |
|                                                   | 降魔的 （2019-07-09－2019-08-06）                 |                                                   |
| 不懂撒娇的女人 （2019-05-30－2019-07-08）         | 同盟 （2019-08-07－2019-09-13）                   |                                                   |
| （重播） 星期一至五 10:30－11:30                  |                                                   |                                                   |
| 领养（重播） （2019-09-19－2019-11-18）           | 降魔的 （2019-11-19－2019-12-17）                 | 同盟（重播） （2019-12-18－2020-01-28）           |

| 香港、 马来西亚 千禧经典台 宅男女神…陳瀅‧劉佩玥时段 · 星期六至日 08:30 - 10:15（香港时间） · 星期六至日 08:34 - 10:19（马来西亚时间）（两集连播） · 12月18日仅播一集 | 香港、 马来西亚 千禧经典台 宅男女神…陳瀅‧劉佩玥时段 · 星期六至日 08:30 - 10:15（香港时间） · 星期六至日 08:34 - 10:19（马来西亚时间）（两集连播） · 12月18日仅播一集 | 香港、 马来西亚 千禧经典台 宅男女神…陳瀅‧劉佩玥时段 · 星期六至日 08:30 - 10:15（香港时间） · 星期六至日 08:34 - 10:19（马来西亚时间）（两集连播） · 12月18日仅播一集 |
| --- | --- | --- |
| | 降魔的 （2022年12月18日 - 2023年1月22日） | |
| 水髮胭脂 （2022年11月13日 - 2022年12月18日） | 全職沒女 （2023年1月28日 - 2023年2月26日） | |

| 马来西亚 TVB Magic 星期六至日 19:00-21:00（两集连播） · 7月29日仅播一集 | 马来西亚 TVB Magic 星期六至日 19:00-21:00（两集连播） · 7月29日仅播一集 | 马来西亚 TVB Magic 星期六至日 19:00-21:00（两集连播） · 7月29日仅播一集 |
| ----------------------------------------------------------------------- | ----------------------------------------------------------------------- | ----------------------------------------------------------------------- |
|                                                                         | 降魔的 （2023年6月24日 - 2023年7月29日）                                |                                                                         |
| 频道开播                                                                | 降魔的2.0 （2023年7月29日 - 2023年9月9日）                              |                                                                         |